# White Eagle Glacier
White Eagle Glacier är en glaciär i Antarktis. Den ligger i Sydshetlandsöarna. Argentina, Chile och Storbritannien gör anspråk på området. White Eagle Glacier ligger 21 meter över havet.
Terrängen runt White Eagle Glacier är kuperad västerut, men åt nordost är den platt. Havet är nära White Eagle Glacier åt sydost. Trakten är glest befolkad. Närmaste befolkade plats är Commandante Ferraz Station, 14,7 kilometer väster om White Eagle Glacier. 